# ソニーPCL
ソニーPCL株式会社（ソニーピーシーエル、登記社名：ソニーピーシーエル株式会社、英: Sony PCL Inc.）は、主に映画・映像コンテンツのポストプロダクションを行う日本の企業。ソニーグループ株式会社の完全子会社。日本音声製作者連盟正会員、日本動画協会準会員、日本映像ソフト協会協賛会員。

## 概要
1929年に増谷麟、植村泰二が写真化学研究所(P.C.L.)を設立したが、1937年に合併により東宝映画となった。1951年3月16日、増谷と植村が再び同名の株式会社写真化学研究所（Photo Chemical Laboratory）を設立し、フィルムの現像およびプリント業務を行った。1970年、ソニーグループの一員となり、商号を「ソニーピーシーエル株式会社」に変更する。以降、ソニーグループの下で業務範囲を拡大してきた。なお、ソニーの創業者の一人である井深大は、大学卒業後、写真化学研究所（初代）に入社していた。
現在は、デジタルシネマ・DVD-Video・ブロードバンド・UMD Video・Blu-ray Discなどの、デジタル映像における総合ポストプロダクションとして営業中である。特に、2000年代以降は日本で放送されているテレビアニメのビデオ編集を複数請け負っている。主にプロダクション・アイジーやシャフト、ユーフォーテーブルなど。

## 沿革
- 1951年 - 16ミリ映画専門現像所として株式会社写真化学研究所創立[1]。
- 1964年 - カラー写真部門創設[1]。
- 1970年 - ソニーグループ入り。社名をソニーPCL株式会社に変更[1]。
- 1988年 - 品川区西五反田にポストプロダクション機能を持つ「映像センター」を開設[1]。
- 1996年 - DVDオーサリング開始[1]。
- 2002年 - 映画・写真のケミカルプロセシング事業を終了[1]。
- 2011年 - 3D空撮用カメラシステムを開発[1]。
- 2020年 - 株式会社スタジオブロス及び株式会社モデリングブロスとのリアルタイムCG製作技術を用いたコンテンツビジネスの拡大を目的とした協業に合意[1]。
- 2022年 - 清澄白河にバーチャルプロダクションの常設スタジオを含むクリエイティブ拠点「清澄白河BASE」を新設[4]。
- 2024年 - 角川大映スタジオ内で2023年に期間限定運用していたバーチャルプロダクションスタジオを正式オープン[5][6]。

## スタジオ
- HEAD OFFICE
- Visualisation Core
- 高円寺スタジオ
- 渋谷スタジオ
- 代々木公園スタジオ
- 静澄白河BASE
- スタジオブロス
- モデリングブロス (出資)

## 主な制作実績

### 劇場用作品
- DIVOC-12 / ユメミの半生

### テレビ用作品
- スペクトルマン
- 王様戦隊キングオージャー
- ブラッシュアップライフ

### アニメーション
- 宇宙兄弟 - ビデオ編集
- 歌舞伎町シャーロック - オンライン編集[7][8]
- 鬼滅の刃 - 編集
- ケロロ軍曹 - ビデオ編集
- PSYCHO-PASS サイコパスシリーズ - ビデオ編集→オンライン編集
- 進撃の巨人 - ビデオ編集→オンライン編集
- 転生したらスライムだった件 - オンライン編集
- 僕のヒーローアカデミア - オンライン編集
- 魔法科高校の劣等生シリーズ - ビデオ編集→オンライン編集
- 魔法少女まどか☆マギカ - ビデオ編集
- ラブライブ! - ビデオ編集

### CM・MV
- 中島美嘉「Delusion」 ミュージックビデオ
- King Gnu「Stardom」 ミュージックビデオ